# Karyopilit
Karyopilit ist ein selten vorkommendes Mineral aus der Mineralklasse der „Silikate und Germanate“ mit der idealisierten chemischen Zusammensetzung Mn2+3Si2O5(OH)4 und damit chemisch gesehen Mangan-Silikat mit zusätzlichen Hydroxidionen. Da bei natürlichen Karyopiliten meist ein geringer Teil des Mangans durch Magnesium (gelegentlich auch durch Zink und Eisen) und des Siliciums durch Aluminium diadoch ersetzt ist, wird die Formel oft auch mit (Mn,Mg)6[(OH)8|(Si,Al)4O10] angegeben.
Karyopilit kristallisiert im monoklinen Kristallsystem und entwickelt tafelige, pseudohexagonale Kristalle bis etwa vier Millimeter Größe, die zu rosettenförmigen Mineral-Aggregaten zusammentreten können. Auch stalaktitische, nierenförmige und radialstrahlige Aggregate mit faseriger Innenstruktur oder massige Aggregate sind bekannt. Das Mineral ist im Allgemeinen durchscheinend und von rötlichbrauner, in dünnen Schichten auch hellbrauner bis gelber Farbe. Auch seine Strichfarbe ist hellbraun.

## Etymologie und Geschichte
Karyopilit wurde zusammen mit Brandtit, Sarkinit und gediegen Blei erstmals im Eisen-Mangan-Bergwerk „Harstigen“ („Harstigsgruvan“) (Koordinaten des Bergwerks Harstigen) bei Pajsberg in der zur Provinz Värmlands län bzw. der historischen Provinz Värmland gehörenden Gemeinde Filipstad in Schweden entdeckt. Analysiert und beschrieben wurde das Mineral 1889 durch Axel Hamberg (1863–1933), der es, einem Vorschlag von Brögger entsprechend, nach den altgriechischen Wörtern κάρυον [káryon] für ‚Nuss‘ oder auch ‚Fruchtkern‘ und πίλος [pilos] für ‚Filz‘ benannte. Der erste Wortteil ist eine Anspielung auf dessen Farbe und oft knolligen Habitus und der zweite verweist auf dessen innere filzige Struktur, die Hamberg vor allem im Dünnschliff auffiel.
Karyopilit war bereits lange vor der Gründung der International Mineralogical Association (IMA) bekannt und als eigenständige Mineralart anerkannt. Im Gegensatz zu anderen Mineralen wie beispielsweise Pyrit, deren Mineralstatus als sogenanntes grandfathered Mineral von der IMA übernommen wurde, erfolgte beim Karyopilit 1967 eine nachträgliche Anerkennung in einem zusammenfassenden Report, in dem auch der Mineralname Ektropit diskreditiert und als Synonym dem Karyopilit zugeordnet wurde. Infolgedessen wird das Mineral unter der Summenanerkennung „IMA 1967 s.p.“ (special procedure) geführt.
Das Typmaterial des Minerals (HT) wird im Naturhistoriska riksmuseet (SMNH; deutsch: Naturhistorisches Reichsmuseum) in Stockholm (Schweden) unter der Sammlungs-Nr. 89:0292 aufbewahrt.

## Klassifikation
Bereits in der veralteten 8. Auflage der Mineralsystematik nach Strunz gehörte der Karyopilit zur Mineralklasse der „Silikate“ und dort zur Abteilung der „Schichtsilikate (Phyllosilikate)“, wo er zusammen mit Amesit, Antigorit, Berthierin, Chrysotil, Cronstedtit, Greenalith, Lizardit und Népouit sowie dem inzwischen als Varietät von Pennantit diskreditierten Grovesit die „Serpentin-Reihe (trioktaedrisch)“ mit der System-Nr. VIII/E.10b bildete.
Im zuletzt 2018 überarbeiteten und aktualisierten Lapis-Mineralienverzeichnis nach Stefan Weiß, das sich aus Rücksicht auf private Sammler und institutionelle Sammlungen noch nach dieser alten Form der Systematik von Karl Hugo Strunz richtet, erhielt das Mineral die System- und Mineral-Nr. VIII/H.27-55. In der „Lapis-Systematik“ entspricht dies ebenfalls der Abteilung „Schichtsilikate“, wo Karyopilit zusammen mit Amesit, Antigorit, Berthierin, Brindleyit, Carlosturanit, Chrysotil, Cronstedtit, Dozyit, Fraipontit, Greenalith, Guidottiit, Karpinskit, Kellyit, Lizardit, Népouit und Pecorait die „Serpentingruppe“ bildet.
Auch die von der International Mineralogical Association (IMA) zuletzt 2009 aktualisierte 9. Auflage der Strunz’schen Mineralsystematik ordnet den Karyopilit in die Abteilung der „Schichtsilikate“ ein. Diese ist allerdings weiter unterteilt nach der Struktur der Schichten, so dass das Mineral entsprechend seinem Aufbau in der Unterabteilung „Schichtsilikate (Phyllosilikate) mit Kaolinitschichten, zusammengesetzt aus tetraedrischen und oktaedrischen Netzen“ zu finden ist, wo es zusammen mit Amesit, Antigorit, Berthierin, Brindleyit, Chrysotil, Cronstedtit, Fraipontit, Greenalith, Kellyit, Lizardit, Manandonit, Népouit und Pecorait die „Serpentingruppe“ mit der System-Nr. 9.ED.15 bildet.
In der vorwiegend im englischen Sprachraum gebräuchlichen Systematik der Minerale nach Dana hat Cronstedtit die System- und Mineralnummer 71.01.02b.01. Dies entspricht ebenfalls der Klasse der „Silikate“ und dort der Abteilung der „Schichtsilikatminerale“. Hier ist er zusammen mit Amesit, Berthierin, Brindleyit, Fraipontit, Kellyit und Manandonit in der „Serpentingruppe (Lizardit-Untergruppe)“ mit der System-Nr. 71.01.02b innerhalb der Unterabteilung „Schichtsilikate: Schichten von sechsgliedrigen Ringen mit 1:1-Lagen“ zu finden.

## Kristallstruktur
Karyopilit kristallisiert in der monoklinen Raumgruppe Cm (Raumgruppen-Nr. 8) mit den Gitterparametern a = 5,69 Å; b = 9,86 Å; c = 7,51 Å und β = 104,6° sowie einer Formeleinheit pro Elementarzelle.

## Eigenschaften
Karyopilit ist leicht löslich in starken Säuren wie Chlorwasserstoffsäure, Schwefelsäure und Salpetersäure. Beim Glühen absorbiert das Mineral Sauerstoff aus der Luft.

## Bildung und Fundorte

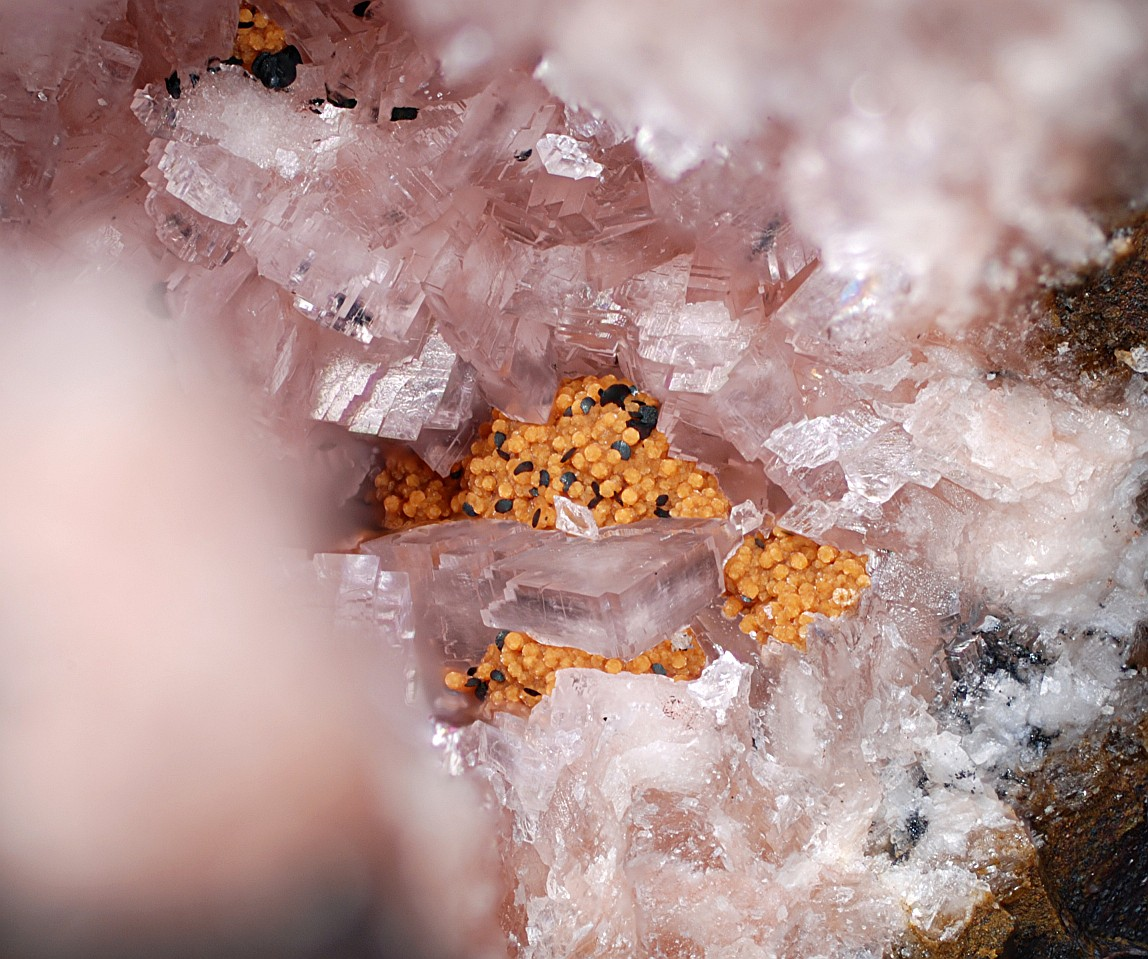
Karyopilit (orangefarbenes traubenförmiges Material), gespickt mit Hämatitscheiben auf Rhodochrosit aus einem Teststollen in der Taylor Mine bei Alberta, Baraga County, Michigan, USA (Sichtfeld: 3,5 mm)

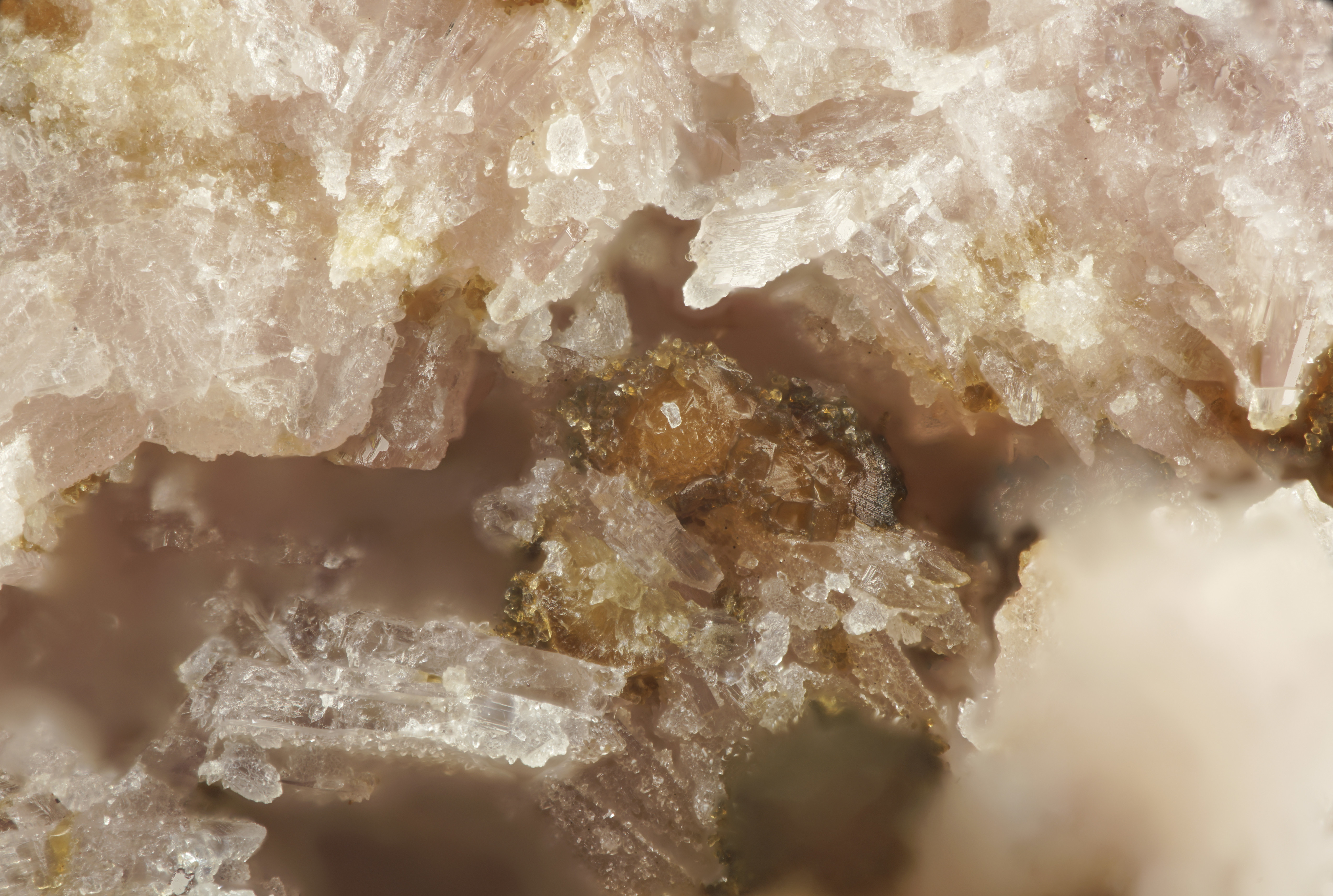
Orangefarbene Karyopilit-Kügelchen auf rosafarbenem Rhodonit aus der Valgraveglia Mine (auch Gambatesa Mine) bei Reppia, Ligurien, Italien (Sichtfeld: 1,5 mm)

Karyopilit bildet sich sekundär durch Metamorphose manganhaltiger Minerale. Außer den bereits am ersten Fundort im Eisen-Mangan-Bergwerk „Harstigen“ („Harstigsgruvan“) in Schweden entdeckten Mineralen Brandtit, Sarkinit und gediegen Blei können als weitere Begleitminerale je nach Fundort unter anderem noch Calcit (auch manganhaltig), Gonyerit, Jakobsit, Rhodonit und/oder Tirodit sowie Hämatit und Rhodochrosit auftreten.
Als seltene Mineralbildung konnte Karyopilit nur an wenigen Orten weltweit nachgewiesen werden, wobei weltweit bisher rund 90 Fundstätten dokumentiert sind (Stand 2022). In Schweden wurde das Mineral außer in der Grube Harstigen noch in der nahe gelegenen Grubengemeinde Långban in der Provinz Värmlands län sowie im Bergwerk „Norra“ mit Blei-, Zink-, Silber- und Kupfer-Mineralisation bei Garpenberg (Gemeinde Hedemora) in der Provinz Dalarnas län gefunden.
In Deutschland fand sich Karyopilit bisher nur in der Mangan-Lagerstätte „Schävenholz“ (aufgelassene Ausbisse, Schürfe, Gruben, Schächte und Halden) bei Elbingerode (Oberharz am Brocken) in Sachsen-Anhalt.
Der bisher ebenfalls einzige bekannte Fundort in Österreich ist das Ködnitztal im Tiroler Gemeindegebiet von Kals am Großglockner.
In der Schweiz kennt man Karyopilit aus der Mangan-Grube „Falotta“ bei Tinizong (Tinzen) und aus einer kleinen Mangan-Lagerstätte östlich von Litzirüti im Kanton Graubünden.
Weitere Fundorte liegen unter anderem in Australien, China, Frankreich, Italien, Japan, Kanada, Kasachstan, Mexiko, Neuseeland, Norwegen, Polen, Rumänien, Russland, der Slowakei, Spanien, Südafrika, im Vereinigten Königreich (Wales) und den Vereinigten Staaten (Colorado, Connecticut, Kalifornien, Massachusetts, Michigan, New Jersey, North Carolina, Washington).